# Monako
Monako (fr. Monaco); službeno Kneževina Monako (fr. Principauté de Monaco), grad-država monarhijskog političkog uređenja, smještena na obali Sredozemnog mora. Okružen je Francuskom, a nalazi se blizu granice s Italijom. Državom suvereno vlada predstavnik monegaške dinastije Grimaldi. Trenutni šef države je monegaški knez Albert II. od Monaka, koji obnaša dužnost od 2005. godine.
Monako je najgušće naseljena država na svijetu i s ukupno površinom od 2,03 km2 druga je najmanja država na svijetu.

## Ime
Ime Monako dolazi od riječi Monoikos (Μόνοικος), imenu koje je označavalo navodno ligursko pleme koje je na tome području živjelo u 6. stoljeću pr. Kr.

## Povijest
Država je dobila ime po obližnjoj grčkoj koloniji Monoikos, koju su u 6. stoljeću pr. Kr. osnovali Feničani.
Dinastija Grimaldi vlada Monakom od 8. siječnja 1297. godine kada je François Grimaldi zauzeo tvrđavu. Jedino razdoblje kada Grimaldijevi nisu vladali Monakom je između 1793. i 1814. kada su tim teritorijem upravljali Francuzi.
Monako je bio protektorat Kraljevine Sardinije od 1815. do 1860. godine kada je Bečkim kongresom odlučena samostalnost Monaka Francusko-monegaškim ugovorom.
Francuske općine Menton i Roquebrune su bili dijelovi kneževine, dok se nisu 1848. godine proglasili slobodnim gradovima. Godine 1861. ti su gradovi priključeni Francuskoj.
Do donošenja ustava 1911. godine Monako je bio apsolutna monarhija. U lipnju 1918. godine donesen je dogovor s Francuskom kojime se ustupljuje ograničena kontrola Francuskoj nad Monakom. Odlučeno je da će Monegaška politika biti usklađena s francuskim političkim, vojnim i gospodarskim interesima.

### Nedavna povijest
Knez Rainier III. je naslijedio prijestolje kneževine od svog djeda kneza Louisa II., 1949. godine. 1962. je donesen novi ustav kojime je ukinuta smrtna kazna i dodijeljeno pravo glasa ženama. 1993. godine Monako je postao član UN-a. Godine 2002., potpisan je novi ugovor s Francuskom u kojem je dogovoreno da kneževina ostane nezavisna država čak i u slučaju ako nema nasljednika dinastije. Godine 2004. kneževina je postala član Vijeća Europe.
Poslije smrti kneza Rainiera koji je umro 6. travnja 2005. prijestolje je naslijedio njegov sin Albert II.

## Politika
Od ustava donesenog 1911. godine, Monako je parlamentarna monarhija s knezom na čelu države. Izvršna vlast sastoji se od ministra države (Ministre d'État) koji presjeda vladom sastavljenom od šest članova. Ministar države je francuski građanin kojeg odabire knez između kandidata koje predloži francuska vlada. Od 1962. godine, uz kneza državom vlada i parlament koji se sastoji od 24 zastupnika. Zastupnici se biraju na mandat od pet godina. Za lokalna pitanja se brine Conseil communal koji se sastoji od 15 članova.

## Četvrti
Monako je podjeljen na 6 četvrti:
- Monaco-Ville, stari grad,
- La Condamine, lučka zona i tržnica,
- Monte-Carlo, stambena zona i casino,
- Fontvieille, nova četvrt uz more,
- Le Larvotto, plaže,
- Les Moneghetti, sjeverozapadna stambena zona.

## Zemljopis
Kneževina Monako je druga najmanja nezavisna država na svijetu (manji je samo Vatikan).
Nalazi se na obali Sredozemnog mora, 18 km udaljena od Nice i 12 km od talijanske granice, u potpunosti je okružena Francuskom. Zauzima brdovito područje obalno područje duljine 3 km, a široko nekoliko stotina metara i dva zaljeva. Najviša uzvisina Mont Angel bilježi 140 metara visine.
Klima je blaga sredozemna s vlažnim zimama te toplim i suhim ljetima. Temperatura varira od prosječnih 8 °C u siječnju i veljači do prosječnih 26 °C u srpnju i kolovozu.

## Gospodarstvo
Službeni ekonomski podaci nisu dostupni, ali procjenjuje se da Monako spada među najbogatije države na svijetu. Godine 2009. Monako je ostvario BDP od 6,1 milijardu USD te najviši BDP po stanovniku na svijetu od 172.676 USD. Glavni izvor prihoda Monaka je turizam, svake godine veliki broj turista privlači kasino i ugodna klima. Godišnje ga posjeti oko 250.000 gostiju, uz još 2 milijuna jednodnevnih posjetitelja.
Građanima kneževine država ne ubire porez, zbog čega u državi živi veliki broj ljudi koji nastoje izbjeći oporezivanje. Monako je porezni raj i za tvrtke koje imaju niske porezne stope, zbog čega mnogi bogataši ne samo da se doseljavaju u Monako, već otvaraju i poslovnice svojih tvrtki u njemu. Država nema vlastitih energetskih izvora pa u potpunosti ovisi o uvozu. Unatoč otvorenosti tržišta, zadržala je monopol u nekim vitalno važnim sektorima poput telefonije, pošte i duhanske industrije. Monako nije član Europske unije, ali je vrlo povezan s EU carinskom unijom s Francuskom. Kneževina je izborila pravo izdavanja svojih vlastitih kovanica eura.

## Promet
Monako ima jednu željezničku postaju (Monaco-Monte Carlo) na željezničkoj pruzi Nica-Menton-Ventimiglia. Postaja je otvorena 1867. godine, a značajnije je pregrađena 1999. Dužina željezničke pruge u Kneževini iznosi 1,7 km. Monako nema vlastite željezničke operatere, već na pruzi prometuju vlakovi francuskih željeznica, SNCF.
Javni gradski prijevoz obavlja se autobusima tvrtke Compagnie des Autobus de Monaco.
Najbliža zračna luka je Zračna luka Nica, a Monako ima svoj helidrom, smješten u četvrti Fontvieille.

## Stanovništvo
Prema popisu stanovništva iz 2016. godine u kneževini živi 37.308 stanovnika te je s gustoćom od 18.378 st./km2 najgušće naseljena država na svijetu.
Većinu stanovništva, oko 77,5%, čine strani državljani koji tu žive i rade. Najviše je Francuza (24,9%), Talijana (21,9%), Britanaca (7,5%), Švicaraca (3,2%) te Belgijanaca, Nijemaca i Rusa koji pojedinačno imaju manje od 3% udjela u ukupnom stanovništvu. Domaće stanovništvo (Monegaski) čini 22,5% od ukupnog broja stanovnika. Službeni jezik je francuski, ali također su rasprostranjeni talijanski i engleski zajedno s lokalnim monegaškim jezikom.
Službena religija je katoličanstvo, a ustav jamči slobodu vjere pripadnicima drugih religija.

## Kultura
Lokalni monegaški jezik se predaje u školama uz francuski.

### Muzeji
- Oceanografski muzej

## Šport
U kneževini se održava i VN Monaka Formule 1, i Teniski turnir Masters 1000 - Monte Carlo.

## Biljni svijet
Na području Monaka na popisu je 47 vrsta, od kojih su 41 autohtonih i 6 uvezenih, sve predstavnici porodica Asteraceae i Apiaceae.
1. Achyrophorus valdesii F. J. Jiménez, M. Á. Ortiz & M., Asteraceae
2. Atractylis cancellata L., Asteraceae
3. Bellis sylvestris Cirillo, Asteraceae
4. Bupleurum praealtum L.,  Apiaceae
5. Calendula arvensis L.,  Asteraceae
6. Carlina corymbosa L.,  Asteraceae
7. Cichorium pumilum Jacq.,  Asteraceae
8. Cirsium vulgare (Savi) Ten., Asteraceae
9. Crepis foetida L.,  Asteraceae
10. Crepis vesicaria ssp. taraxacifolia (Thuill.) Thell., Asteraceae
11. Crithmum maritimum L.,  Apiaceae
12. Echinops ritro L., Asteraceae
13. Eupatorium cannabinum L.  Asteraceae
14. Galactites tomentosa Moench, Asteraceae
15. Hedypnois rhagadioloides (L.) F. W. Schmidt, Asteraceae
16. Helichrysum stoechas (L.) Moench, Asteraceae
17. Helminthotheca echioides (L) Holub,  Asteraceae
18. Hyoseris radiata L.,  Asteraceae
19. Hyoseris scabra L., Asteraceae
20. Hypochaeris glabra L.,  Asteraceae
21. Jacobaea maritima (L.) Pelser & Meijden, Asteraceae
22. Lactuca serriola L.,  Asteraceae
23. Lapsana communis L., Asteraceae
24. Mycelis muralis (L.) Dumort., Asteraceae
25. Pentanema conyzae (Griess.) D. Gut. Larr., Santos-Vicente, Anderb., E. Rico & M. M. Mart. Ort., Asteraceae
26. Phagnalon saxatile (L.) Cass.,  Asteraceae
27. Phagnalon sordidum (L.) Rchb.,  Asteraceae
28. Pimpinella peregrina L.,  Apiaceae
29. Reichardia picroides (L.) Roth, Asteraceae
30. Rhagadiolus stellatus (L.) Gaertn., Asteraceae
31. Senecio gallicus Chaix,  Asteraceae
32. Senecio vulgaris L.,  Asteraceae
33. Smyrnium olusatrum L.,  Apiaceae
34. Sonchus asper (L.) Hill,  Asteraceae
35. Sonchus glaucescens Jord.,  Asteraceae
36. Sonchus oleraceus L.,  Asteraceae
37. Sonchus tenerrimus L.,  Asteraceae
38. Thrincia tuberosa (L.) DC., Asteraceae
39. Torilis nodosa (L.) Gaertn., Apiaceae
40. Tragopogon porrifolius L.,  Asteraceae
41. Urospermum dalechampii (L.) Scop. ex F. W. Schmidt,  Asteraceae
42. Urospermum picroides (L.) Scop. ex F. W. Schmidt, Asteraceae

Podvrste:
1. Bellis sylvestris ssp. sylvestris, Asteraceae
2. Crepis foetida ssp. foetida,  Asteraceae
3. Eupatorium cannabinum ssp. cannabinum, Asteraceae
4. Hedypnois rhagadioloides ssp. rhagadioloides, Asteraceae
5. Jacobaea maritima ssp. maritima,  Asteraceae
6. Lapsana communis ssp. communis, Asteraceae
7. Mycelis muralis ssp. muralis,  Asteraceae
8. Echinops ritro ssp. ritro, Asteraceae
9. Senecio vulgaris ssp. vulgaris,  Asteraceae
10. Sonchus tenerrimus ssp. tenerrimus, Asteraceae
11. Tragopogon porrifolius ssp. porrifolius,  Asteraceae